# Integritetsskyddsmyndigheten
Integritetsskyddsmyndigheten, (IMY) före detta Datainspektionen, är en svensk statlig förvaltningsmyndighet som har till uppgift att arbeta för att människors grundläggande fri- och rättigheter skyddas i samband med behandling av personuppgifter, att underlätta det fria flödet av sådana uppgifter inom Europeiska unionen och att verka för att god sed iakttas i kreditupplysningsverksamhet. Myndigheten ska följa, analysera och beskriva utvecklingen på it-området när det gäller frågor som rör integritet och ny teknik. En redovisning av utvecklingen på området ska lämnas till regeringen senast den 1 oktober vart fjärde år.

## Historik
Datainspektionen bildades 1973 för att övervaka den särskilda datalag som trädde i kraft den 1 juli samma år. Datalagen ersattes successivt under åren 1998–2001 av personuppgiftslagen,  som ersattes 2018 av EU:s dataskyddsförordning (GDPR). Detta är i dag grunden för myndighetens verksamhet.
I maj 2018 föreslog myndigheten att namnet bör ändras till Dataskyddsmyndigheten. Datainspektionen bytte namn till Integritetsskyddsmyndigheten (IMY) den 1 januari 2021.

### Generaldirektörer och chefer
- 1973–1977: Claes-Göran Källner
- 1977–1986: Jan Freese
- 1986–1989: Mats Börjesson
- 1989–1992: Stina Wahlström
- 1992–1998: Anitha Bondestam
- 1998–2004: Ulf Widebäck
- 2004-04-01 – 2013-03-31: Göran Gräslund
- 2013-04-01 – 2013-05-31: Hans-Olof Lindblom
- 2013–06-01 – 2017-09-03: Kristina Svahn Starrsjö
- 2017-09-04 – 2018: Eva Håkansson Fröjelin
- 2018-03-01 – 2023-08-31: Lena Lindgren Schelin[4]
- 2023-09-01 – 2023-12-31: Karin Lönnheden (vikarierande)[5]
- 2024-01-01 – 2024-10-01: David Törngren (vikarierande)[6]
- 2024-10-01 – Eric Leijonram[7] [8]

## Verksamhet
Integritetsskyddsmyndigheten ska särskilt inrikta sin verksamhet på att informera om gällande regler samt ge råd och hjälp åt personuppgiftsombud enligt personuppgiftslagen. Myndigheten ska följa och beskriva utvecklingen på IT-området när det gäller frågor som rör integritet och ny teknik.
Integritetsskyddsmyndigheten är tillstånds- och tillsynsmyndighet i frågor om kreditupplysning.

## Organisation
Integritetsskyddsmyndigheten finns i Stockholm och sorterar under Justitiedepartementet.
Integritetsskyddsmyndigheten är en enrådighetsmyndighet, som leds av en generaldirektör. Vid myndigheten finns även ett insynsråd.

## Datainspektionens författningssamling
Datainspektionens författningssamling innehåller av inspektionen utgivna föreskrifter och allmänna råd.